# Toggle Productions
Toggle Productions est une marque de la société de production et de postproduction pour le cinéma Eternal's International Pictures  créée en 2005 par Sidney Tegbo, Coralie Palmont et Mikael Garcia.
Toggle s'associe en 2008 avec Anacide créée par Anne Morice pour étendre son champ de compétences et ainsi couvrir toutes les étapes de la fabrication d'un film.
La société utilisait aussi la marque Hors Champs.
La société a été radiée le 19 septembre 2016.

## Production
Par année de production

### 2008
- Amourorama, de Sidney Tegbo, Anne Morice.

### 2006
- Christian, de Elisabeth Löchen en coproduction avec Reel Good Trio